# GAZon NEXT
Le GAZon NEXT est un modèle de camion produit par le constructeur automobile russe GAZ. Ce modèle est construit depuis 2014 et est le successeur du GAZ-3307, mais partage de nombreuses pièces mécaniques avec elle malgré son nouveau style. Sous le nom de Sadko NEXT vient une variante du véhicule à quatre roues motrices, en conséquence, c'est également le successeur du GAZ-3308.

## Description
Le GAZon NEXT est un camion léger à deux essieux avec un essieu arrière et un poids brut de 8,7 tonnes. Il est proposé avec différentes variantes de carrosserie. Des modèles à plateau sont également livrés, ainsi que des véhicules frigorifiques ou des véhicules spéciaux pour les autorités ou pour le déneigement. De même, des camions à ordures sont en cours de conceptions. Le moteur diesel intégré est un YaMZ russe avec une puissance d'environ 110 kW et une cylindrée de 4,43 litres.
La production en série du GAZon NEXT a démarré chez GAZ à Nijni Novgorod le 19 septembre 2014, le coût d'investissement pour la nouvelle ligne de production s'élevant à plus de 2,3 milliards de roubles. Le prédécesseur GAZ-3307 n'est plus proposé.
En fin 2015, un GAZon NEXT de base coûtait environ 1,4 million de roubles (environ 20000 € à l'époque).
Depuis 2018, le constructeur GAZ à l'intention d'assembler et vendre cinq de ses modèles de véhicules au Viêt Nam en créant une coentreprise, le GAZon NEXT en fera partie,.

## Galerie

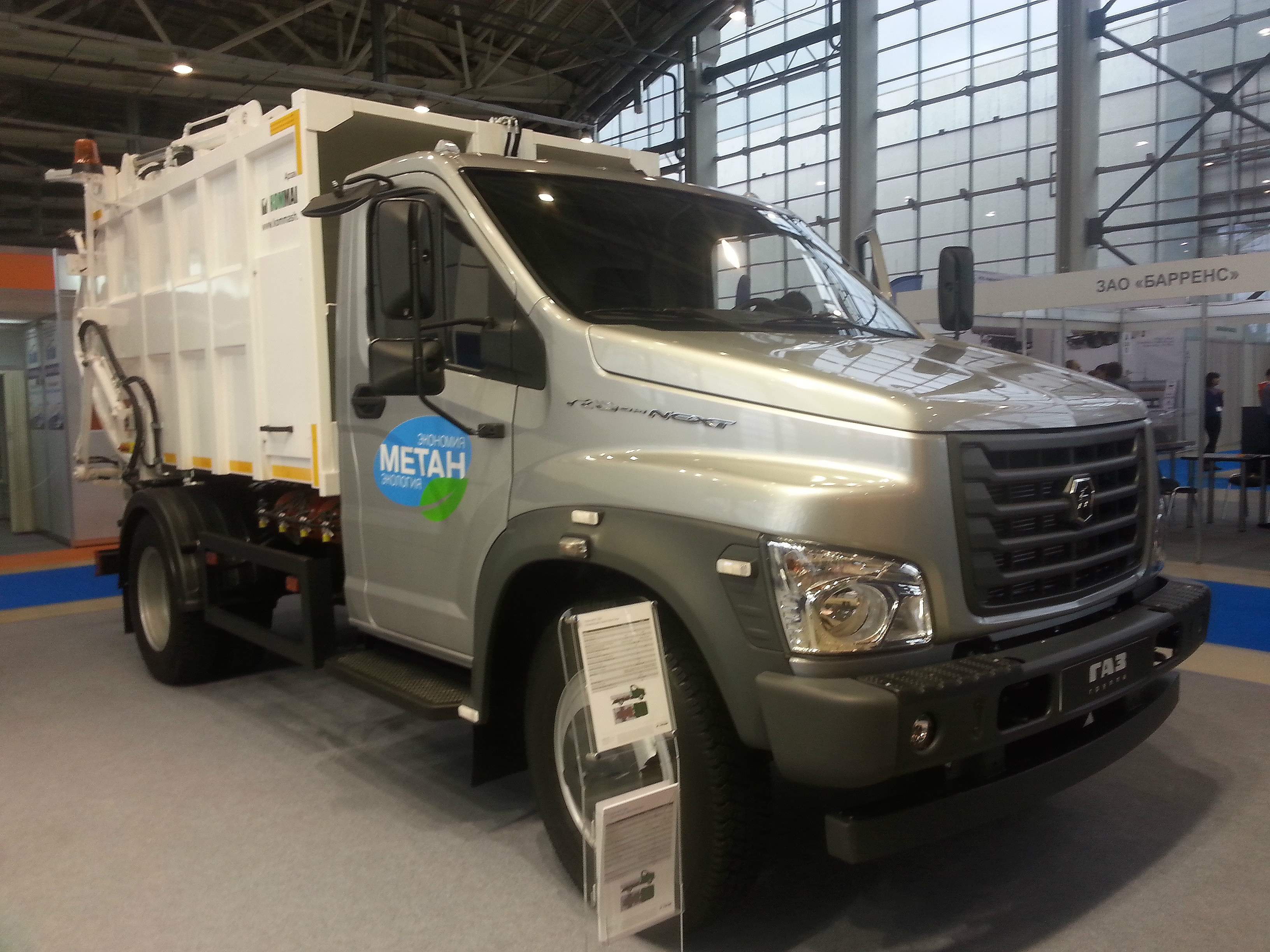
Camion poubelle
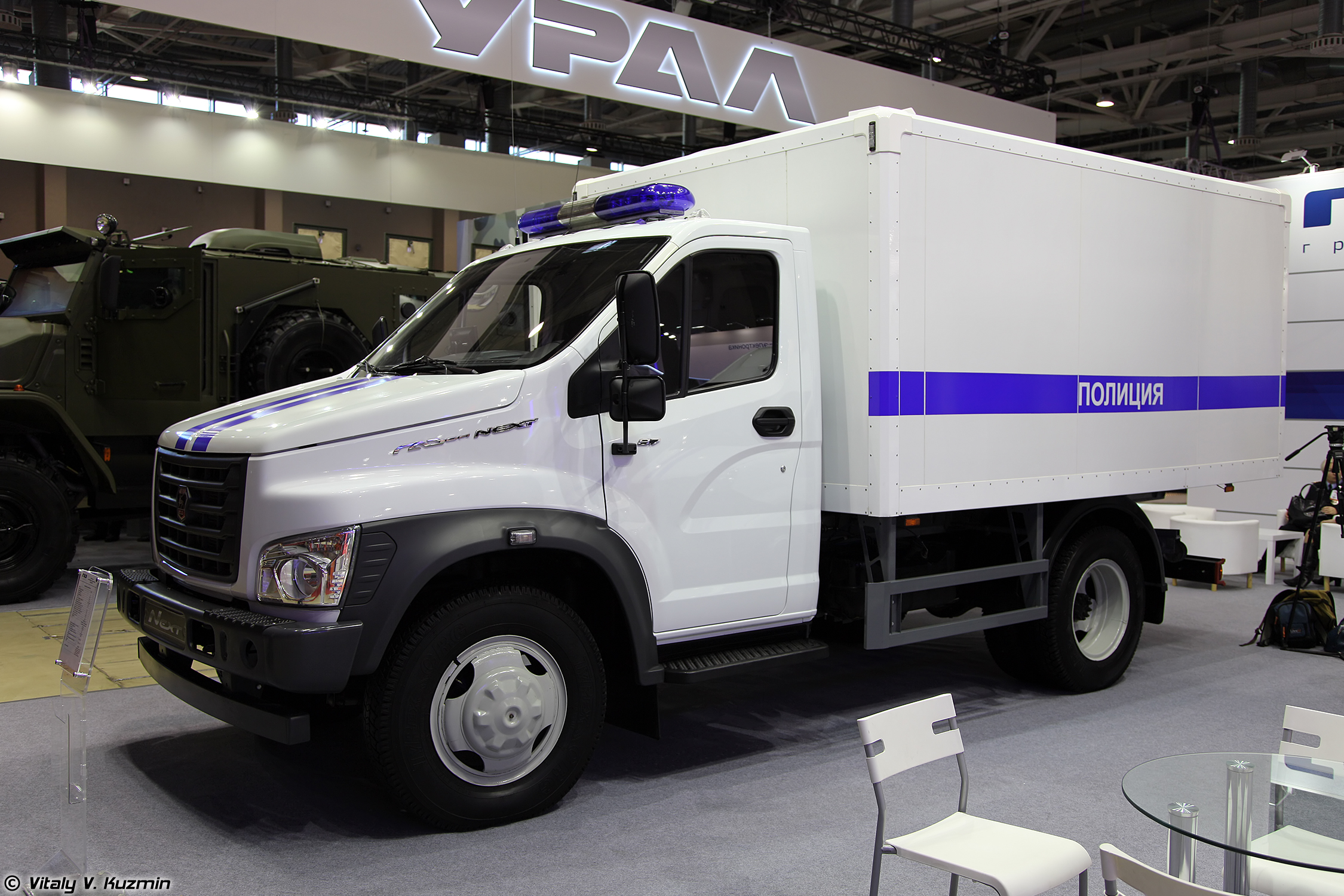
Camion de police
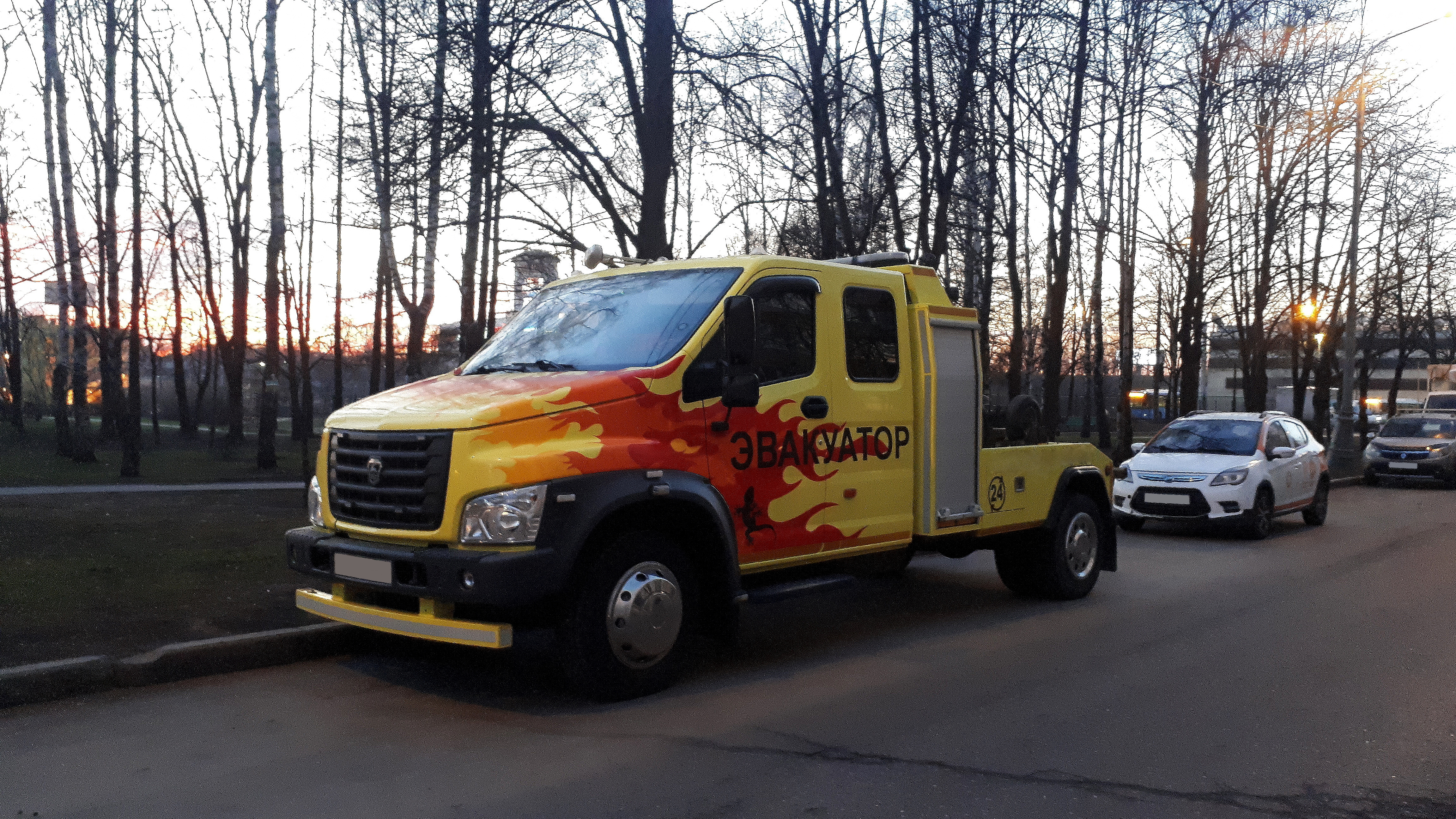
Dépanneuse
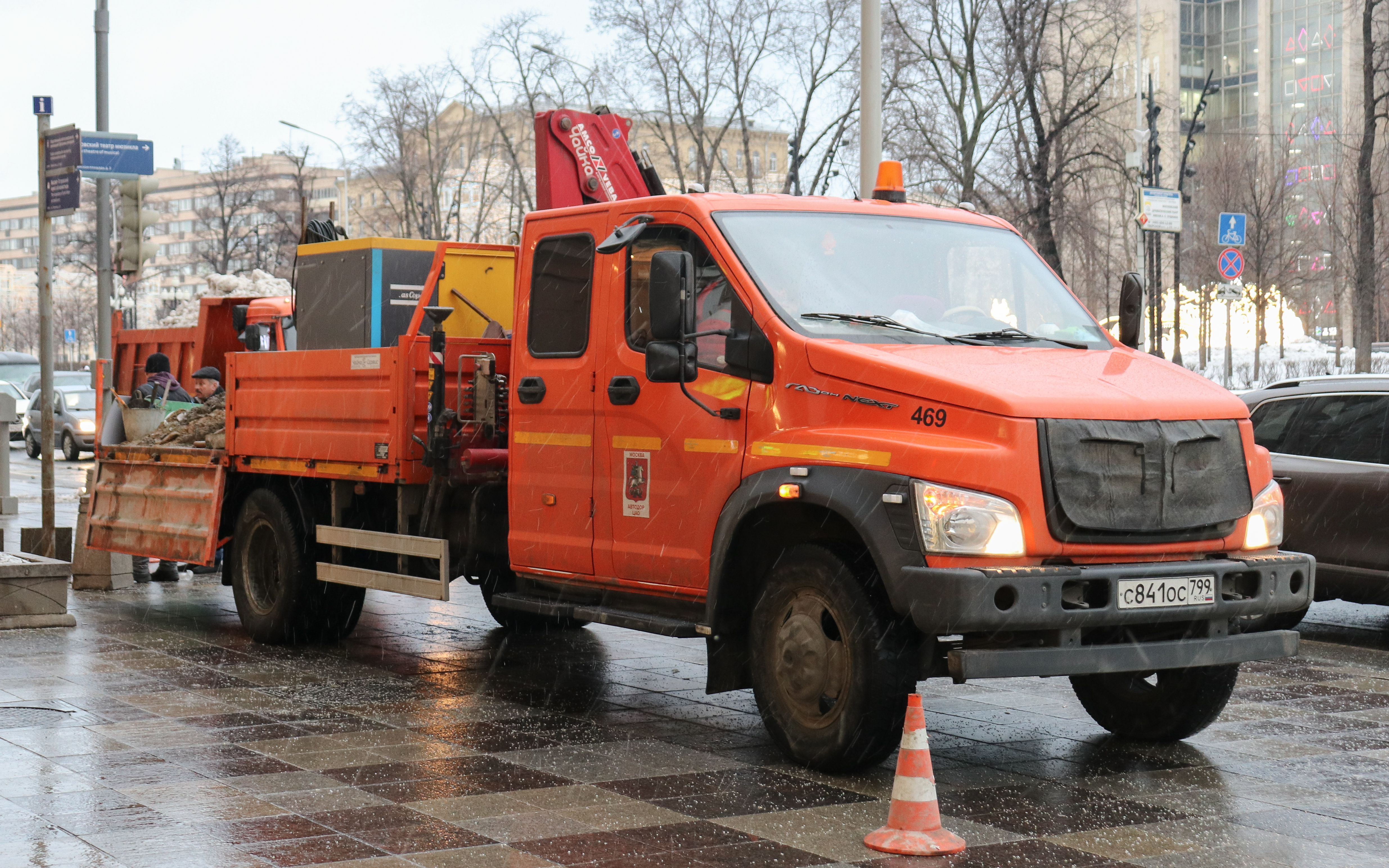
GAZon NEXT double cabine